# 989
Évszázadok: 9. század – 10. század – 11. század
Évtizedek: 930-as évek – 940-es évek – 950-es évek – 960-as évek – 970-es évek – 980-as évek – 990-es évek – 1000-es évek – 1010-es évek – 1020-as évek – 1030-as évek
Évek: 984 – 985 – 986 – 987 –  988 – 989 – 990 – 991 – 992 – 993 – 994

## Események
- Fahr ad-Daula rajji, hamadáni, tabarisztáni és gurgáni emír kísérletet tesz Húzisztán meghódítására, hogy elválassza egymástól két unokaöccsét, az iraki Bahát és a Fárszot és Kermánt uraló Szamszámot, ám a két fivér összefog ellene. Húzisztán Bahá ad-Daula birtokába kerül.